# ブライアン・ドンレヴィ
ブライアン・ドンレヴィ（Brian Donlevy、1901年2月9日 - 1972年4月5日）は、北アイルランド出身で、主にアメリカ合衆国で活動した俳優。1930年代から1960年代のハリウッド映画で活躍した名脇役で、特に1940年代のフィルム・ノワールには欠くことのできない俳優と称されている。
ハリウッド・ウォーク・オブ・フェームにテレビ分野で星を得ている。

## 来歴

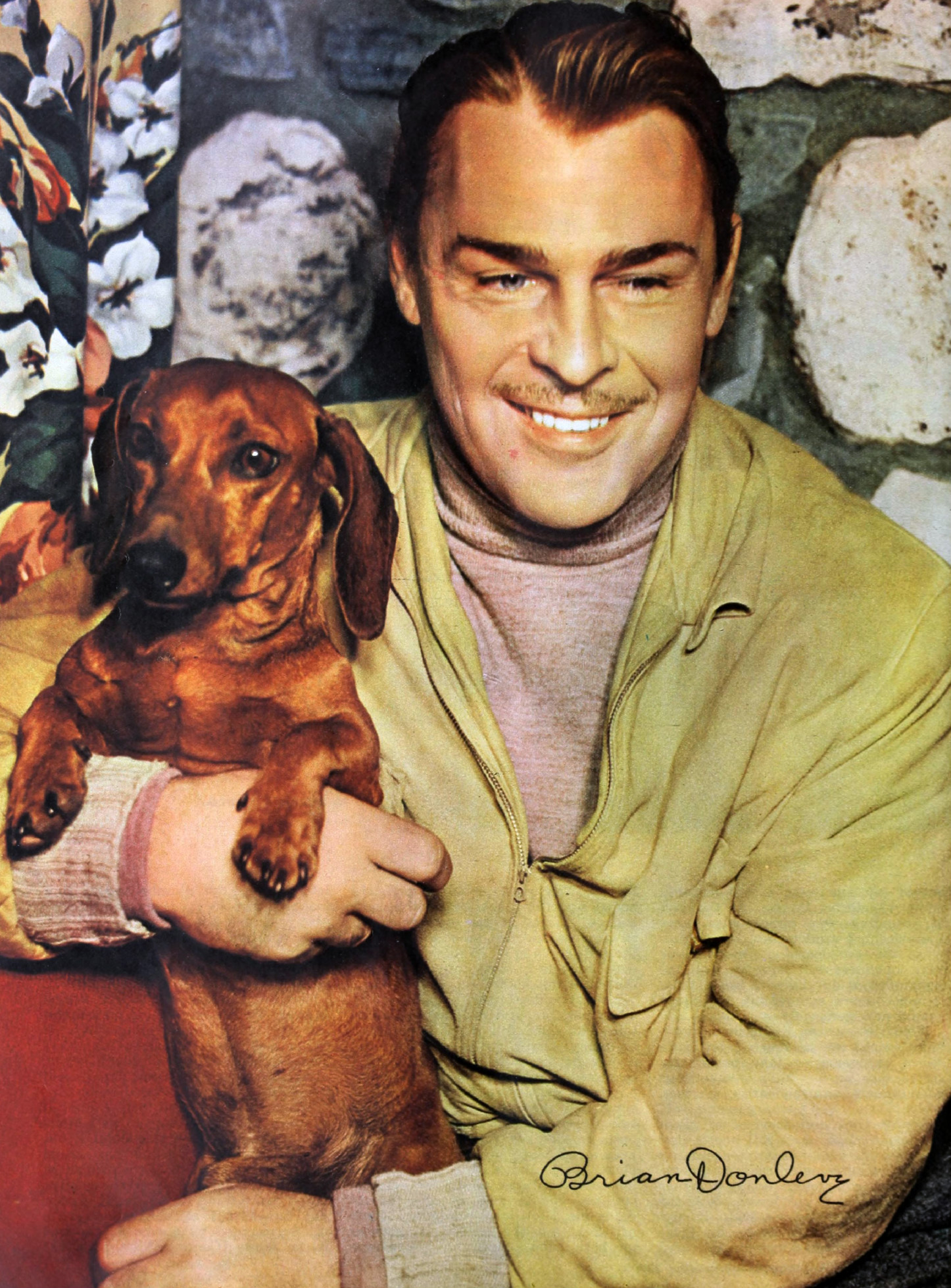
1943年撮影

1901年2月9日に北アイルランド・アーマー県で生まれるが、生後10ヶ月で両親とともに米ウィスコンシン州ラシーンに移住。9歳の時に家族でオハイオ州クリーブランドに移り住み、そこで育つ。
1916年にメキシコに渡って年齢を偽ってパンチョ・ビリャの革命を阻止する政府軍に加わるべく入隊、第一次世界大戦に従軍する。大戦中は、ラファイエット戦闘機隊で活躍する。
1920年代初頭にニューヨークで俳優としてのキャリアをスタートさせ、サイレント映画にも出演するようになる。その後、1935年の映画『バーバリー・コースト』で名前が知られるようになる。
1939年の映画『ボー・ジェスト』で第12回アカデミー賞の助演男優賞にノミネートされる（受賞はならず）。以降はこの作品で演じたような冷酷無比な悪漢役で本領を発揮する。
1948年に離婚し、その後18年間独身を通す。
1950年1月11日、自ら操縦する飛行機が墜落する事故を起こすが、奇跡的に無傷で自らの足で歩いて脱出する。
1950年代以降は『ローハイド』や『弁護士ペリーメイスン』など、数多くのテレビドラマにゲスト出演するようになる。
1966年にベラ・ルゴシの未亡人リリアンと再婚する。
1969年に俳優を引退。その後は、短編小説や詩を書いたりして過ごしながら、鉱山経営などで成功する。
1972年4月5日に食道癌で死去。

## 主な出演作品
- バーバリー・コースト Barbary Coast (1935)
- Gウーマン Mary Burns, Fugitive (1935)
- 当たり屋勘太 Strike Me Pink (1936)
- シカゴ In Old Chicago (1937)
- 大平原 Union Pacific (1939)
- ボー・ジェスト Beau Geste (1939)
- アリゲニー高原の暴動 Allegheny Uprising (1939) ※『アレゲニーの反乱』との日本語タイトルも。
- 砂塵 Destry Rides Again (1939)
- 最後の無法者 Billy the Kid (1941)
- ブルースの誕生 Birth of the Blues (1941)
- 死刑執行人もまた死す Hangmen Also Die! (1943)
- 死の接吻 Kiss of Death (1947)
- 暴力帝国 Hoodlum Empire (1952)
- ハチェット牧場の対決 Ride the Man Down (1952)
- 原子人間 The Quatermass Xperiment (1955)
- 宇宙からの侵略生物 Quatermass 2 (1957)
- 底抜け便利屋小僧 The Errand Boy (1961)
- 大怪獣ガメラ(海外版) Gamera (1965)